# Baumoleffekten
Baumoleffekten eller tjänstedilemmat kallas fenomenet att lönekostnaderna stiger inom en viss tjänstesektor trots att produktiviteten inte stiger i samma utsträckning. Teorin lanserades på 60-talet och är ett brott med den klassiska skolan som menar att löneutveckling och produktivitet hänger tätt ihop. 
Begreppet myntades av nationalekonomen William Baumol. Baumol sökte förklara att effektivitetsökningar inom vissa sektorer medförde stigande löneutveckling. Som en följd av stigande löner i sektorer med ökande produktivitet måste lönerna höjas även i sektorer där det inte sker samma produktivitetsökning för att dessa sektorer ska förmå attrahera arbetskraft. 
Begreppet har exempelvis använts för att förklara löneutveckling och produktivitetsproblem inom kultursektorn. Då med innebörden att konstnärlig produktion under moderniseringsprocessen blivit allt dyrare och därmed allt svårare att finansiera på den öppna marknaden. Den blir då följaktligen allt mer beroende av offentlig finansiering. Orsaken antas vara att kulturproduktion inte kan effektiviseras. Att uppföra en pjäs av Shakespeare eller musikstycke av Beethoven kräver samma arbetsinsats och samma kompetens nu som när de skrevs. Priset på denna arbetskraft har emellertid ökat konstant under de senaste seklen som en följd av produktivitetsförbättringar i andra delar av ekonomin.